# Eyalet del Kurdistan
L'Eyalet del Kurdistan (in turco ottomano: Eyâlet-i Kurdistan) fu un eyalet dell'Impero ottomano. Fu la prima volta che l'Impero ottomano usava il termine "Kurdistan" per riferirsi a un'unità amministrativa piuttosto che a una regione geografica. Venne formato con l'obiettivo di stabilire il controllo diretto sul Kurdistan, più che riconoscerlo come entità politica. Fu una provincia di breve durata poiché durò solo circa 21 anni, tra il 1846 e il 1867. Questo periodo fu segnato dalla mancanza di un potente sovrano curdo nella regione. Esso portò all'ascesa degli sceicchi religiosi appartenenti agli ordini dei dervisci Naqshbandi e Qadiriyya, o tariqas. Si formarono dopo che Bedir Khan Beg venne sconfitto e inviato a Istanbul. Inizialmente l'eyalet copriva la regione dell'ex Emirato curdo di Bohtan, ma fu ampliato gradualmente e nella sua estensione più ampia includeva l'ex Eyalet di Diyarbekir e le aree intorno a Van, Hakkari e Muş, nonché i distretti di Botan, Mardin e Cizre. Secondo i salname (gli annali ufficiali) tra il 1847 e il 1867, veniva governato dal governo ottomano centrale e riceveva un finanziamento annuale di 80.000 piastre, considerevolmente più alto dell'Eyalet di Mossul. Nel 1867 fu abolito e gli succedette il Vilayet di Diyarbekir. Durante la sua esistenza, vide dodici diversi governatori che avevano il titolo di müsir o visir.